# Samuel af Ugglas

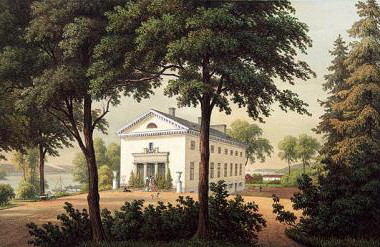
Almare-Stäkets gård 1881.

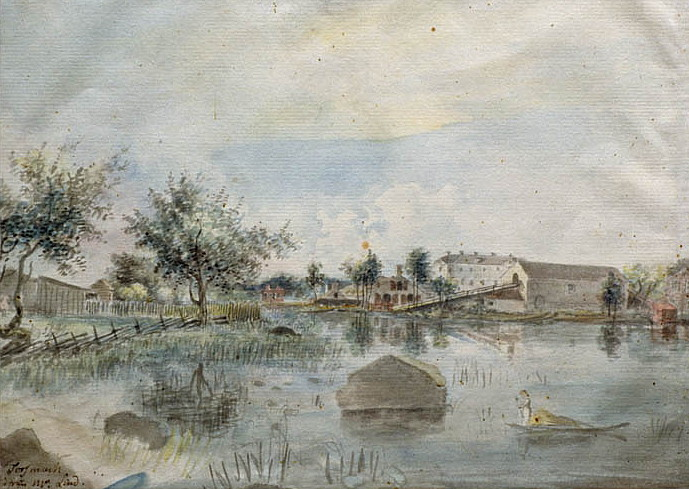
Forsmarks bruk på 1790-talet.

Samuel af Ugglas, ursprungligen Ugla, född 3 maj 1750 i Hedemora, död 6 april 1812 i Stockholm, adlades av Gustav III 1772 och tog namnet af Ugglas. af Ugglas var greve, en av rikets herrar, överståthållare samt president i Kammarkollegium från 1802 fram till sin död.

## Biografi
Samuel af Ugglas erhöll 1796 friherrlig och 16 november 1799 grevlig värdighet. Han var överståthållare i Stockholm 1797 och 1800 och rådgivare till Gustav IV Adolf. Han var far till Pehr Gustaf af Ugglas.
af Ugglas studerade vid Uppsala universitet och inskrevs 1769 i ett par av huvudstadens ämbetsverk. I september 1772 blev han, då sekreterare vid Lagkommissionen, upphöjd i adligt stånd. Adlandet skedde i efterdyningarna av Gustav III:s statskupp 1772, där af Ugglas spelade en inte oviktig roll. Gustav III:s namnchiffer ingår i af Ugglas adliga vapen.
År 1775 utnämndes af Ugglas till protokollssekreterare i Justitierevisionen samt befordrades 1782 till förste expeditionssekreterare där och 1785 till revisionssekreterare. År 1788 kallades han till landshövding i Stockholms län. År 1782 köpte af Ugglas Forsmarks bruk vilket sedan förblev i släktens ägo till 1975 då det såldes till Forsmarks Kraftgrupp.
Den 15 juni 1782 gifte han sig med Karolina Wittfoth (född 1765) i Stockholm, dotter till brukspatronen på Gysinge bruk i Gästrikland Gustaf Wittfoth och hans hustru Kristina Brandt.
År 1799 förvärvade landshövding Samuel af Ugglas han Almare-Stäkets gård, en tidigare sätesgård på Stäksön i Upplands-Bro kommun, mellan Stäket och Kungsängen Samuel af Ugglas lät bygga om huset till sitt nuvarande utseende. Han använde huset som ett representations- och övernattningsställe. Bland sätesgårdens tidigare ägare märks greve Magnus Julius De la Gardie, som förvärvade egendomen 1722, och Adolf Rudbeck, som var ägare från och med 1796. Han bekostade även reparationen av den närbelägna vägbron över Stäksundet och lät resa den ännu bevarade minnesstenen (obelisken) där. Samuel af Ugglas ättlingar äger och bebor fortfarande Almare-Stäket. Gården drivs idag i privat regi som hotell-, konferens- och ridsportsanläggning med betoning på hästpolo.
År 1804 bekostade Almare-Stäkets gårds ägare, greve och landshövding Samuel af Ugglas, såsom ovan nämnts, en ny bro, Stäketbron, eller han lät reparera och bygga om den gamla. Även denna ledde via Stäketsholmen. Han erhöll sedan rätt att uppta bropengar. Från denna bro återstår idag rester av västra brofästet i form av en cirka 15 meter lång, fem meter bred och tre meter hög stensatt konstruktion. Den första bron byggdes av staten på 1630-talet. Den låg söder om den nuvarande och löpte via Stäketsholmen. Bron ersattes och byggdes om ett flertal gånger tills den förstördes under vårfloden 1670 eller 1671. Därefter sköttes trafiken med färjor.

## Minnesstenen

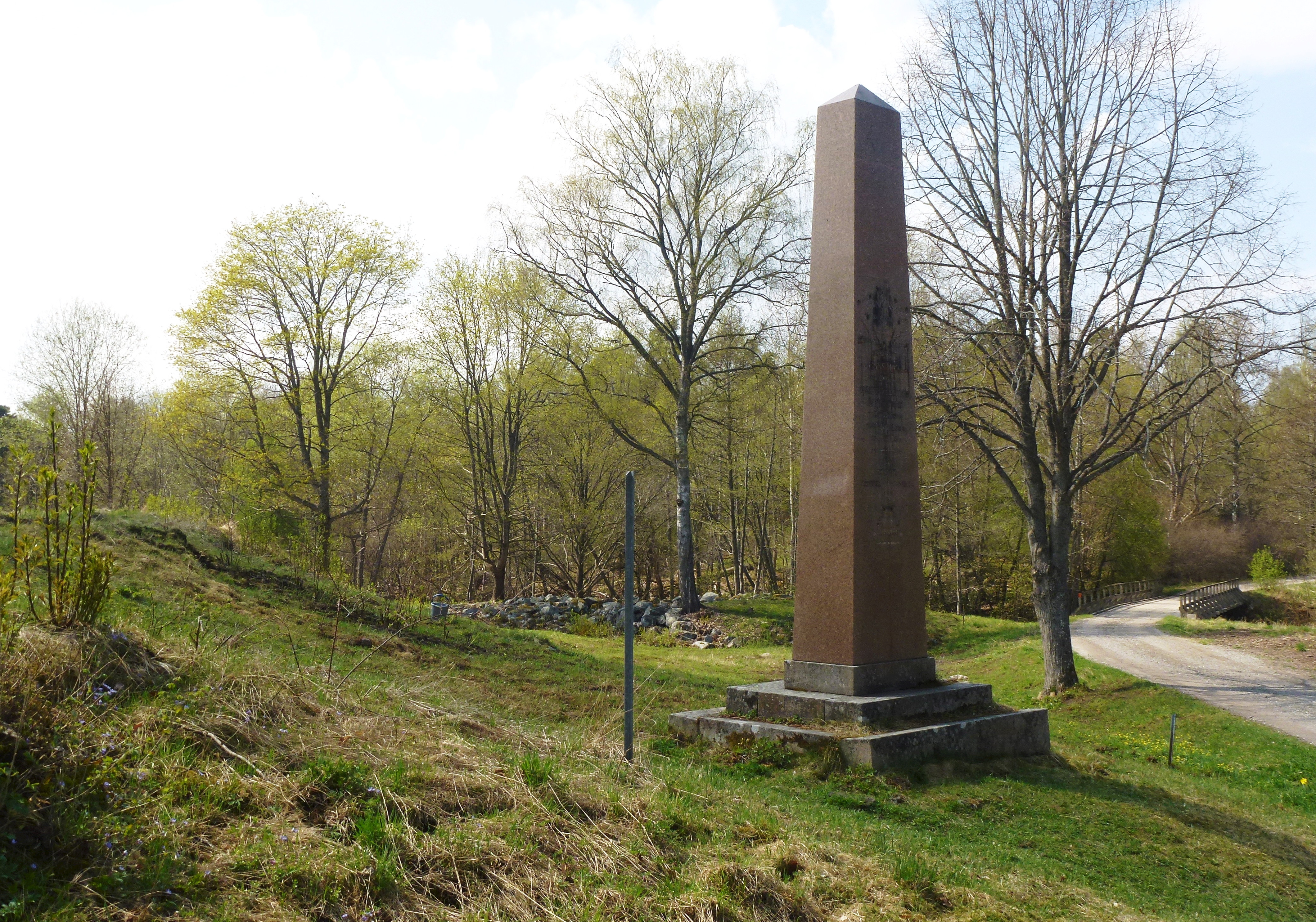
Obelisken med två inskriptioner.

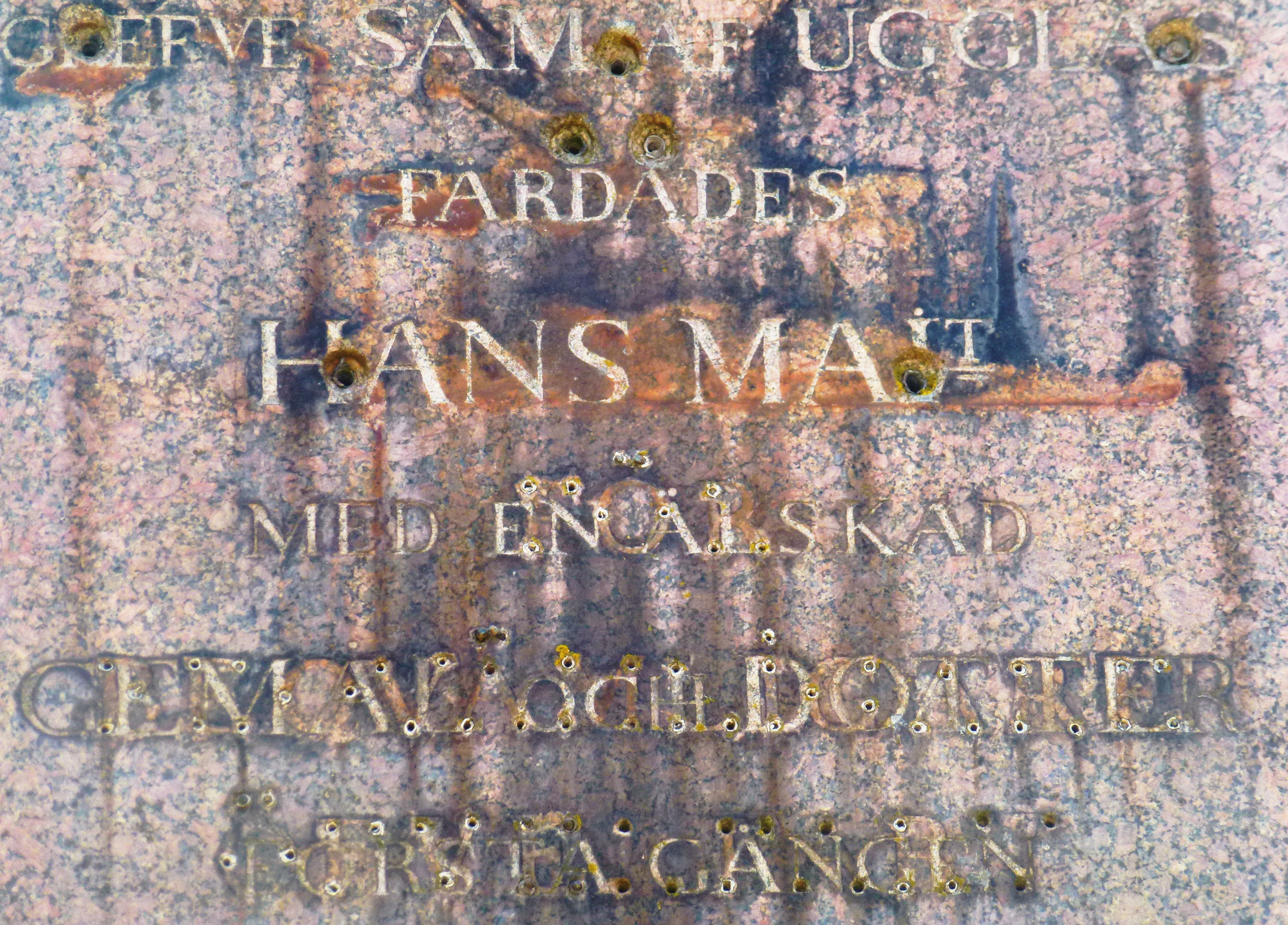
Obeliskens dubbla budskap (del).

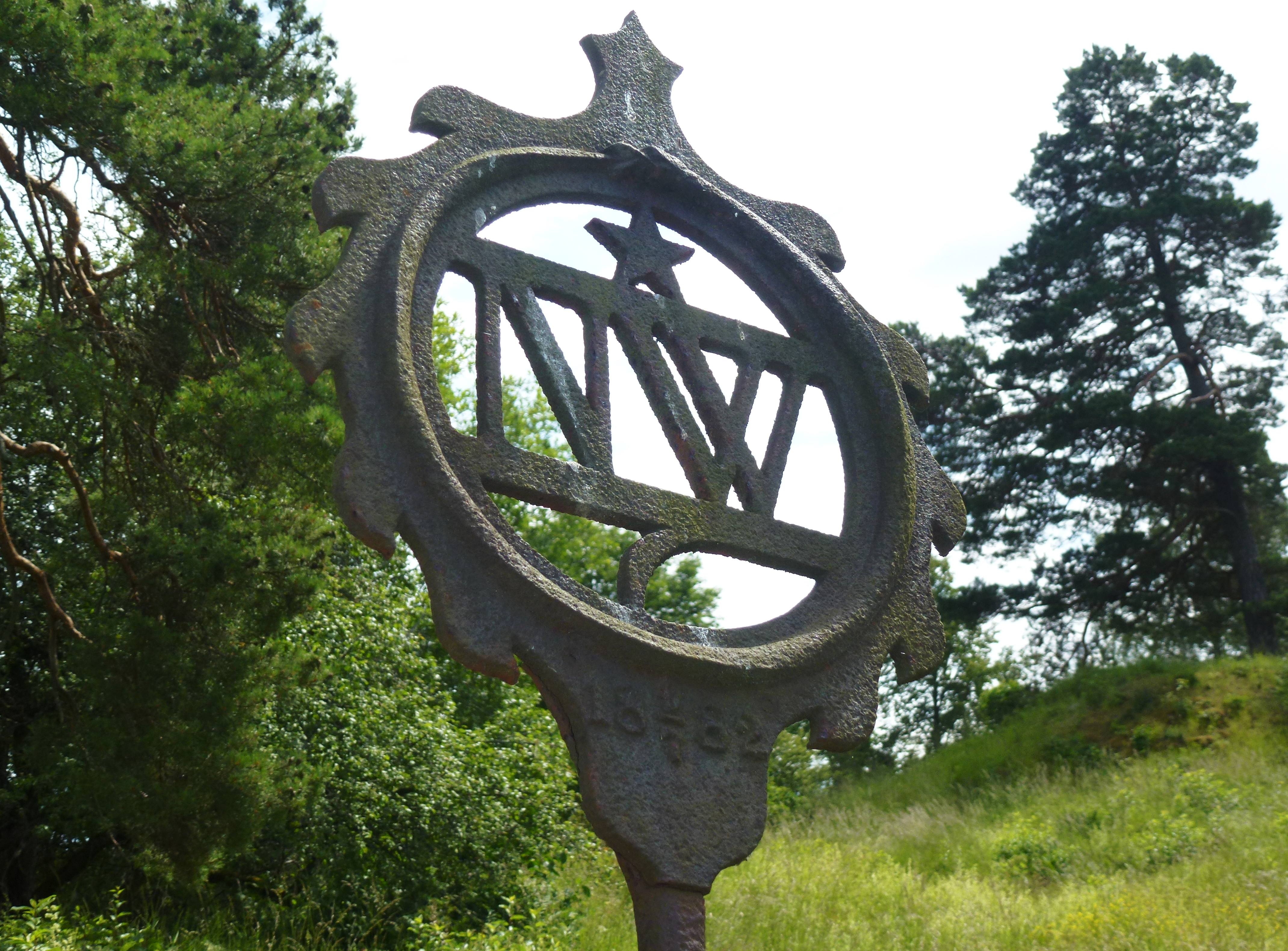
Järnemblem vid obelisken.

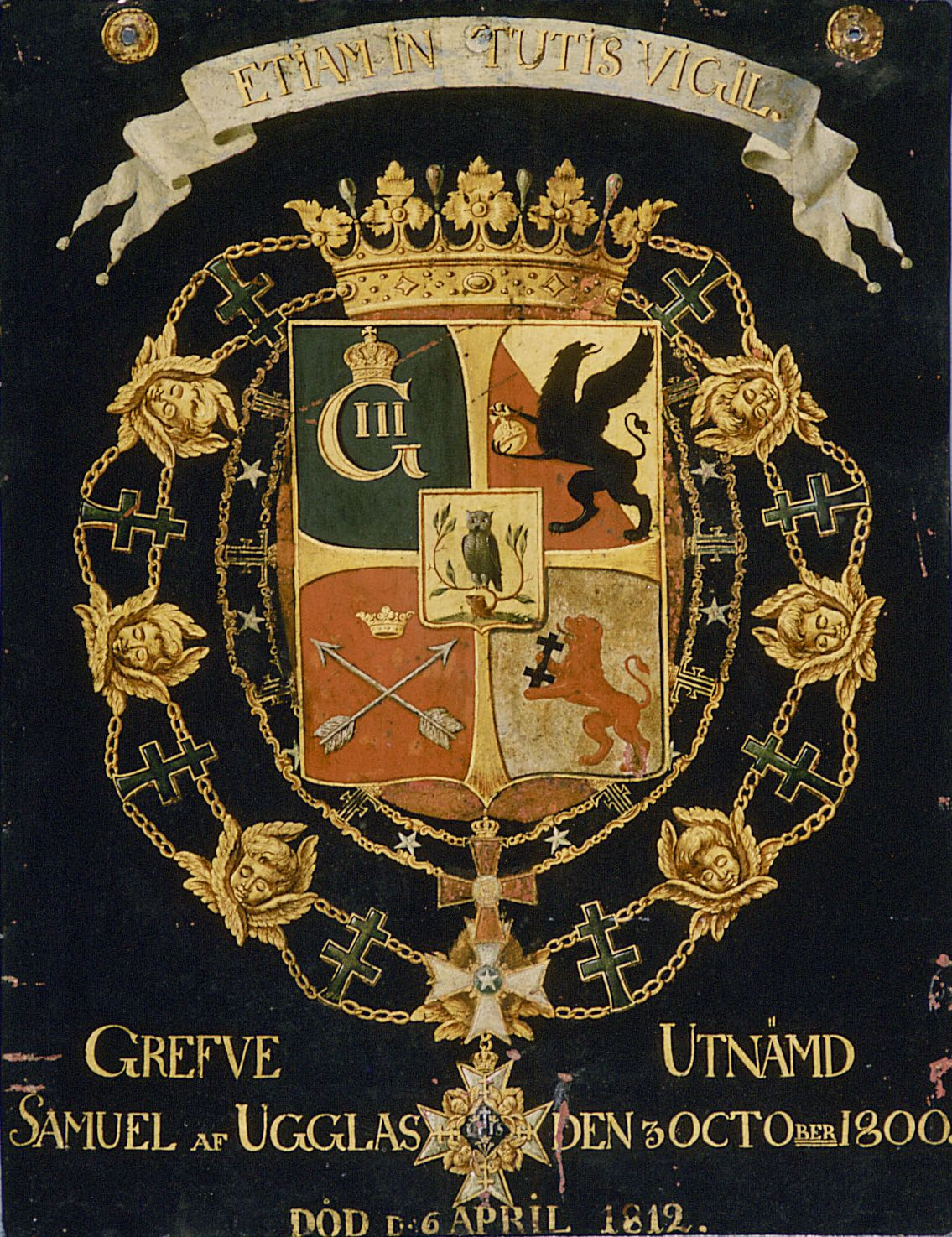

För att påminna om den av Samuel af Ugglas bekostade bron och för att hedra Gustav IV Adolf restes vid västra brofästet en cirka fem meter hög obelisk i röd granit. Den bär två över varandra liggande inskriptioner.
 
Den ursprungliga texten lyder:
- ”ÖFVER DENNA BRO SOM 
 PÅ KONUNGENS ÖNSKAN 
 1804 BYGGDES 
 AF GREFVE SAM AF UGGLAS 
 FÄRDADES 
 HANS MAIT 
 MED EN ÄLSKAD GEMÅL OCH DOTTER 
 FÖRSTA GÅNGEN 
 VID ÅTERKOMSTEN 
 FRÅN UTRIKES ORTER 
 DEN 7 FEBRUARI 1805 
 MINNET AF TROGNA  UNDERSÅTERS GLÄDJE 
 AT ÅTERSE SIN ÖFVERHET 
 FÖRVARAS 
 PÅ DENNA STEN.”

Monarken föll i onåd och nästan alla spår efter honom utplånades. Därför sattes en ny text med utanpåliggande bokstäver över den gamla.
Den nya texten lyder: 
- ”FÖR BEQVÄMLIGARE 
 ÖFVERFART 
 BYGGDES 
 DENNA BRO 
 ÅR 1804 
 AF GREFVE SAMUEL AF UGGLAS.”